# 8572 Nijo
8572 Nijo (1996 UG1) là một tiểu hành tinh vành đai chính được phát hiện ngày 19 tháng 10 năm 1996 bởi Klet ở Klet.